# Houssayanthus incanus
Houssayanthus incanus är en kinesträdsväxtart som först beskrevs av Ludwig Radlkofer, och fick sitt nu gällande namn av M.S. Ferrucci. Houssayanthus incanus ingår i släktet Houssayanthus och familjen kinesträdsväxter. Inga underarter finns listade i Catalogue of Life.